# Dub na Beraníku
Dub na Beraníku je památný strom v severním sousedství středočeského statutárního města Kladna. Mohutný dub zimní (Quercus petraea) roste při lesní cestě na mírném, k východu ukloněném hřbetu v nadmořské výšce 366 m, asi 120 metrů západně od křižovatky ulic Lesní a Revoluční na Tuhani (části obce Vinařice, stavebně splývající s kladenským předměstím Švermov). Přestože blízká zástavba patří k Vinařicům, strom sám už spadá do katastrálního území města Libušína, vzdáleného přes les přibližně 2½ km zsz. (jeden z hraničních kamenů mezi Kladnem a Libušínem je k vidění přímo u paty dubu).
Kmen stromu má měřený obvod 395 cm a jeho koruna dosahuje výšky 17 m. Dub je chráněn od roku 1978.

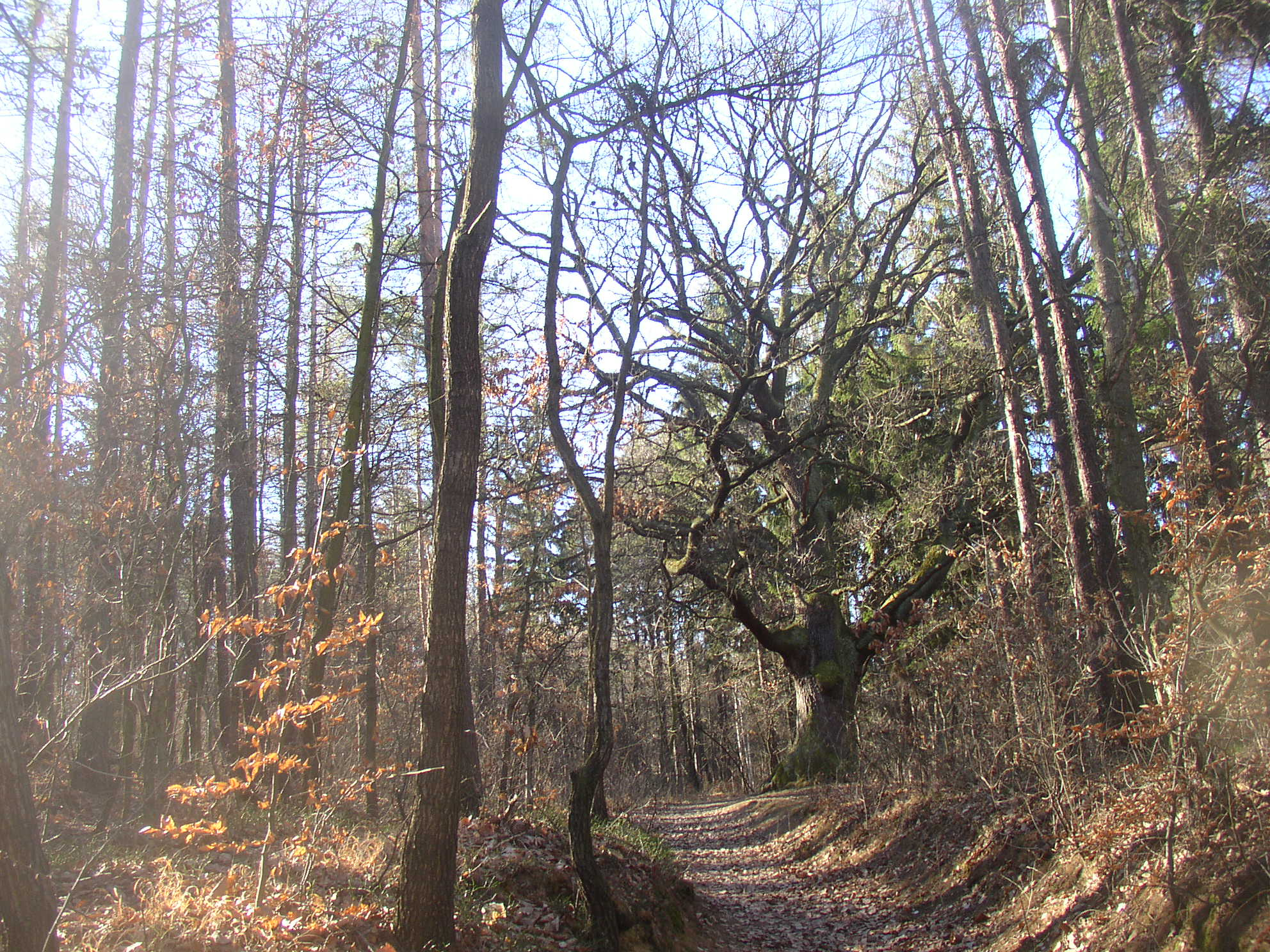
Celkový pohled od vsv. (úvoz cesty zde tvoří hranici mezi městy Kladno a Libušín)
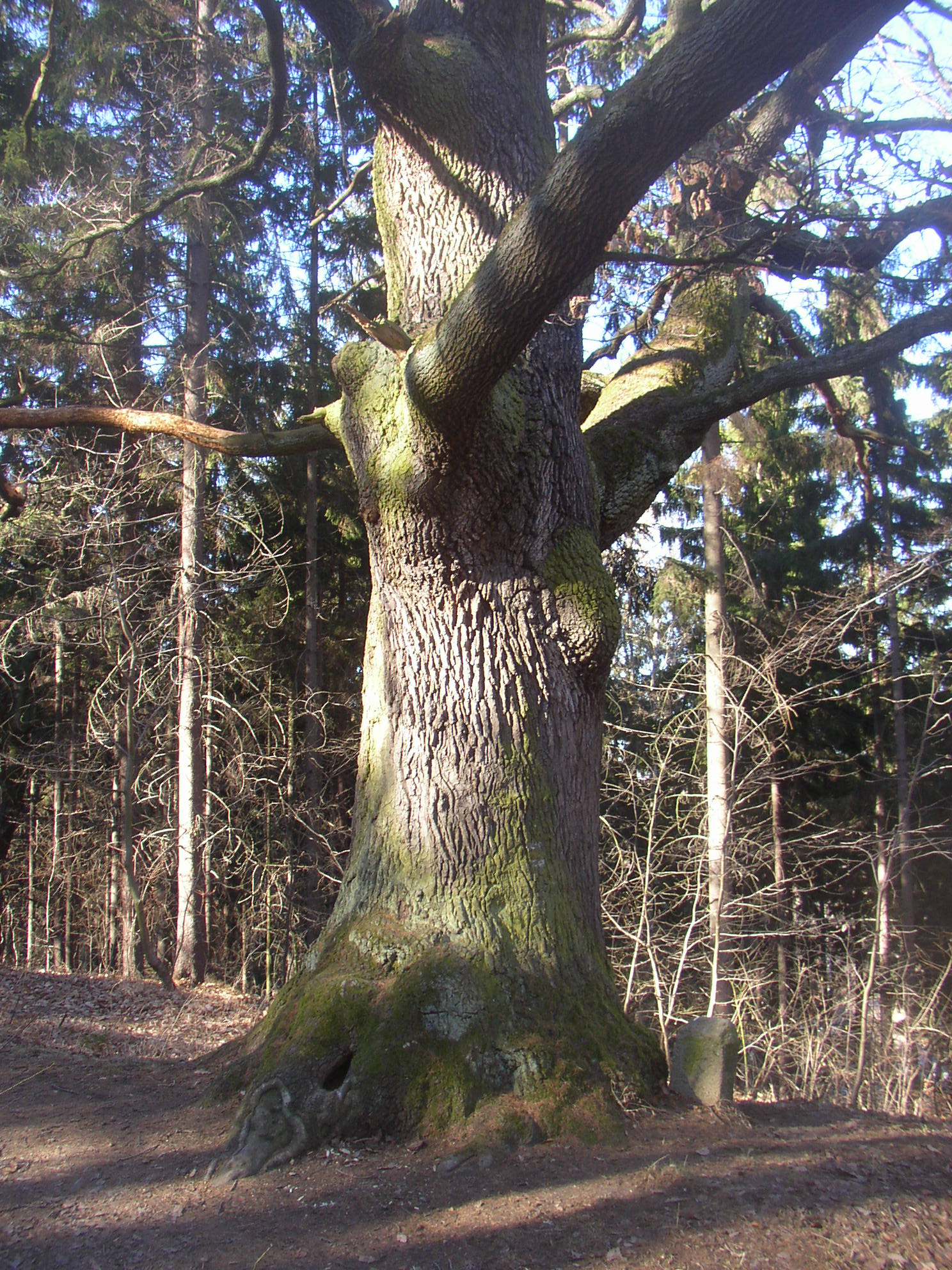
Kmen dubu s mezníkem
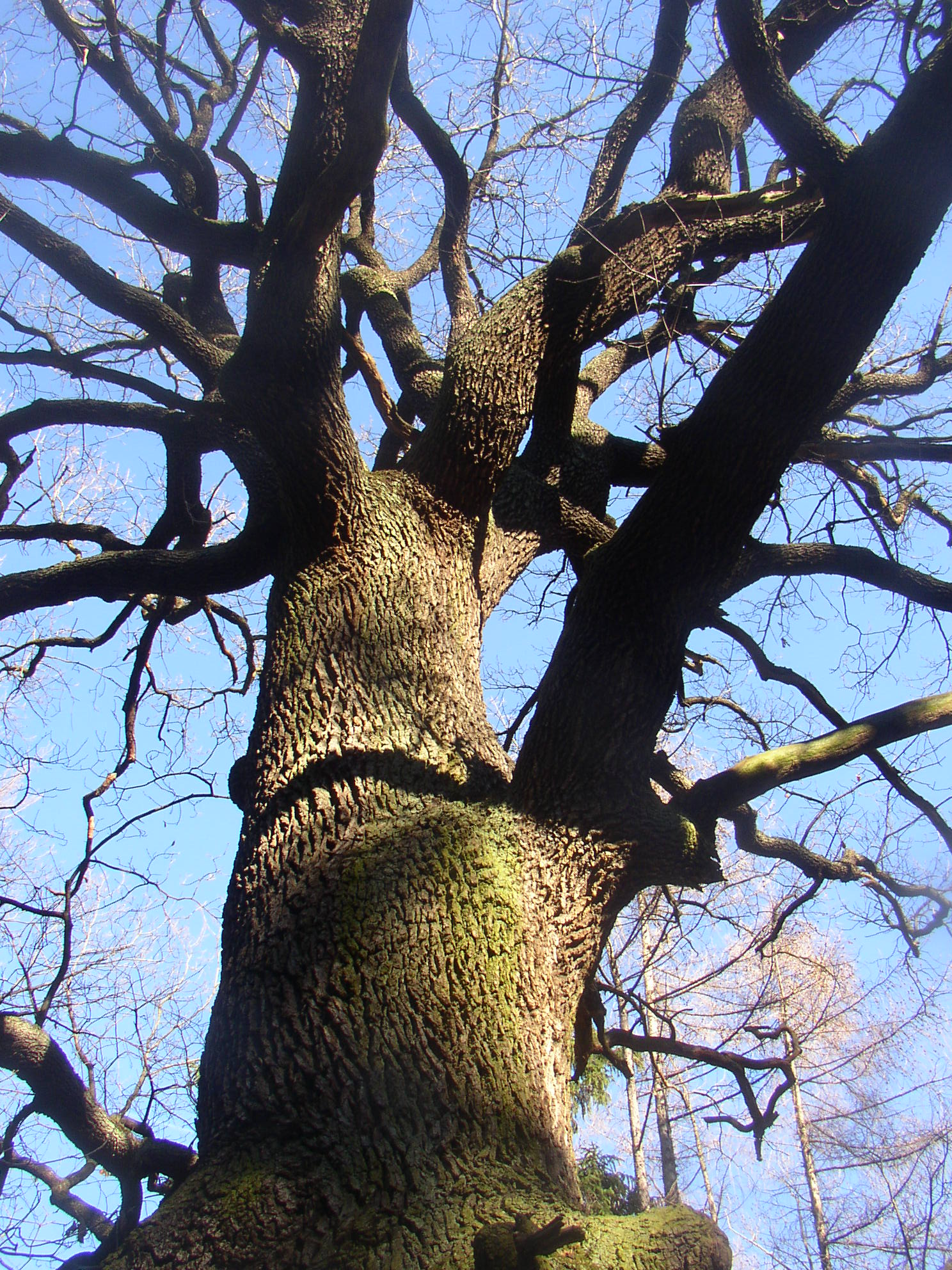
Pohled vzhůru na rozvětvení koruny

## Stromy v okolí
- Vrba v Libušíně
- Babyka u Vinařic
- Jasan v Motyčíně
- Rozdělovské duby
- Rozdělovské lípy
- Vrapický dub